# Jane Jacobs
Jane Jacobs, född Butzner den 4 maj 1916 i Scranton i Pennsylvania, död 25 april 2006 i Toronto, Ontario, Kanada, var en amerikansk-kanadensisk författare och arkitektur- och stadsplaneringskritiker.

## Biografi
Jane Jacobs mest kända verk är The Death and Life of Great American Cities, som påverkat debatten om nutida stadsplanering. Hon vände sig mot de stora stadsområdesprojekt som planerades och genomfördes i New York under 1950- och 1960-talet. Genom sitt arbete förhindrade hon en planerad rivning av Greenwich Village  i New York.
| ”          | För femtio år sedan sade hon: Gå ut på plats och iaktta vad som fungerar och vad som inte fungerar, och lär från verkligheten. Titta ut från dina fönster, tillbringa tid på gator och torg och se hur folk i praktiken utnyttjar utrymmen, ta lärdom av detta och använd denna lärdom. | „ |
| – Jan Gehl | |   |

## Utmärkelser
Asteroiden 6921 Janejacobs är uppkallad efter henne.